# Урсбелиль
Урсбели́ль (фр. Oursbelille, окс. Ors Belila) — коммуна во Франции, находится в регионе Юг — Пиренеи. Департамент — Верхние Пиренеи. Входит в состав кантона Бордер-сюр-л’Эшес. Округ коммуны — Тарб.
Код INSEE коммуны — 65350.

## География
Коммуна расположена приблизительно в 650 км к югу от Парижа, в 120 км западнее Тулузы, в 7 км к северо-западу от Тарба.
По территории коммуны протекают реки Эшес и Суи.

## Климат
Климат умеренно-океанический с солнечной тёплой погодой и обильными осадками на протяжении практически всего года.

## Население
Население коммуны на 2010 год составляло 1219 человек.
| 1962 | 1968 | 1975 | 1982 | 1990 | 1999 | 2010 |
| ---- | ---- | ---- | ---- | ---- | ---- | ---- |
| 689  | 843  | 984  | 1105 | 1213 | 1200 | 1219 |

## Администрация
| Период | Период | Фамилия    | Партия        | Примечания |
| ------ | ------ | ---------- | ------------- | ---------- |
| 1977   | 2020   | Анри Фатта | сторонник ФКП |            |

## Экономика
В 2010 году среди 760 человек трудоспособного возраста (15-64 лет) 525 были экономически активными, 235 — неактивными (показатель активности — 69,1 %, в 1999 году было 66,5 %). Из 525 активных жителей работали 487 человек (253 мужчины и 234 женщины), безработных было 38 (21 мужчина и 17 женщин). Среди 235 неактивных 85 человек были учениками или студентами, 89 — пенсионерами, 61 были неактивными по другим причинам.

## Достопримечательности
- Церковь обретения мощей Св. Стефана
- Замок Монжуа

## Фотогалерея

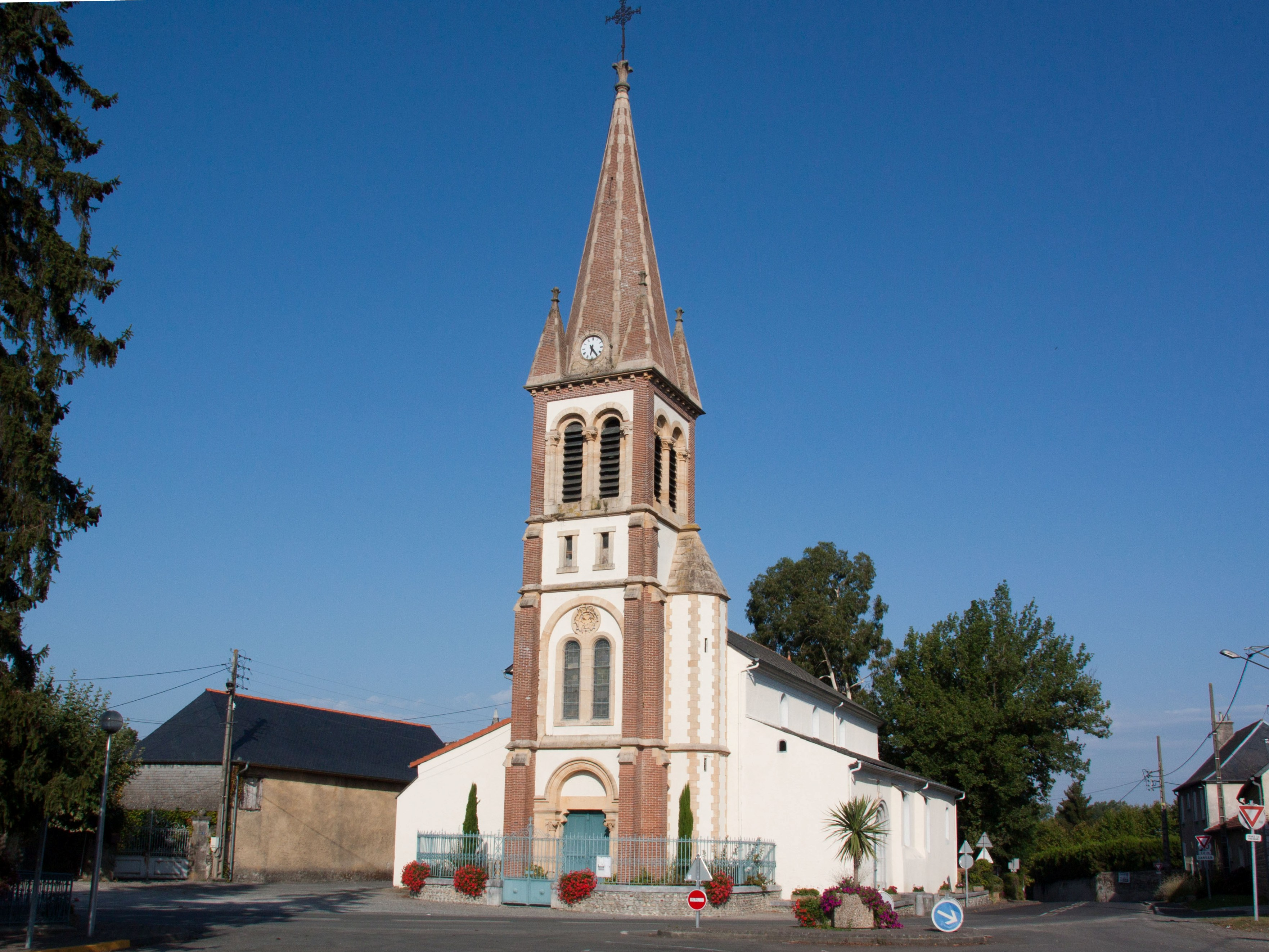
Церковь обретения мощей Св. Стефана
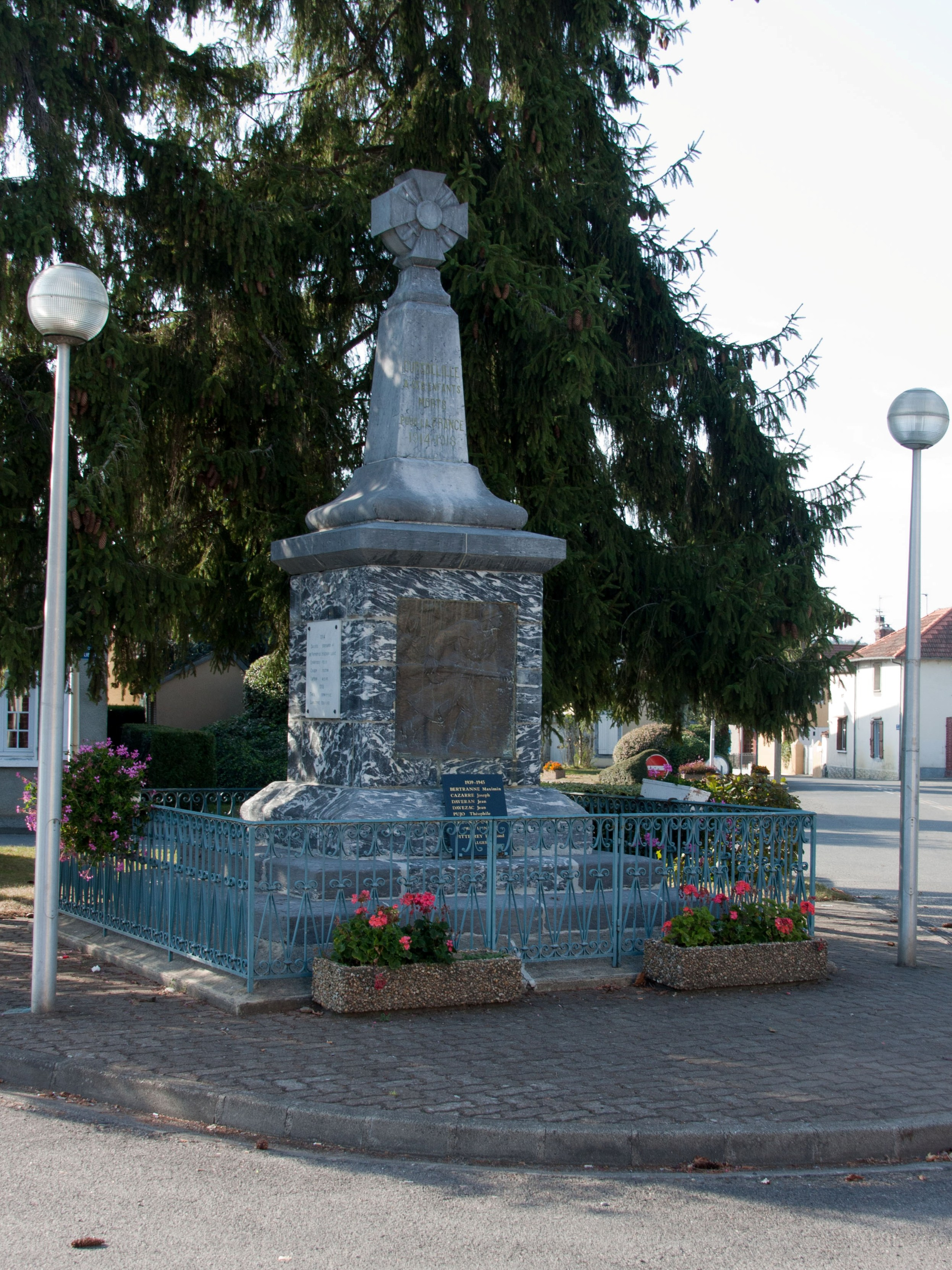
Военный мемориал
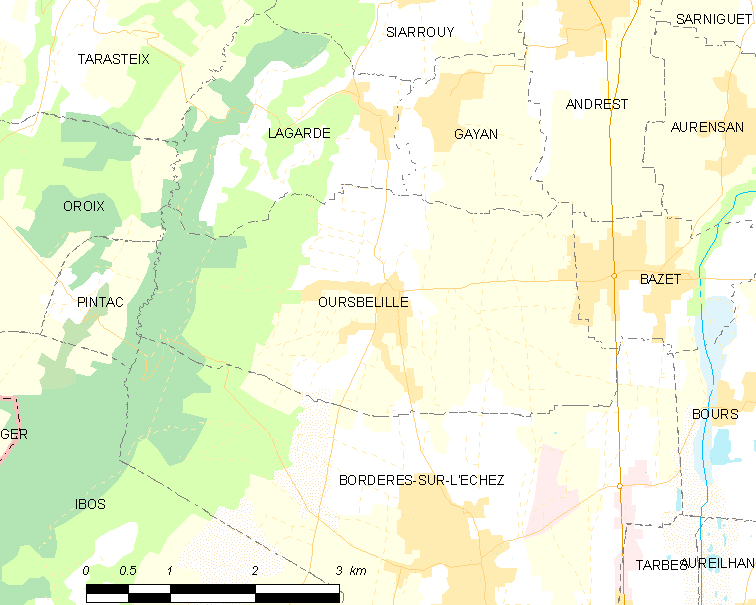
Карта коммуны